# Xã Union, Quận Randolph, Indiana
Xã Union (tiếng Anh: Union Township) là một xã thuộc quận Randolph, tiểu bang Indiana, Hoa Kỳ. Năm 2010, dân số của xã này là 2.142 người.